# Virtus Pallacanestro Bologna 1993-1994

## Roster
| Buckler Bologna 1993/1994 | Buckler Bologna 1993/1994 |
| Giocatori                 | Staff tecnico             |
| ------------------------- | ------------------------- |

| N. | Naz.                   | Ruolo | Nome                   | Anno | Alt.   | Peso |  |
| -- | ---------------------- | ----- | ---------------------- | ---- | ------ | ---- |  |
| 4  | Italia (bandiera)      | P     | Roberto Brunamonti (c) | 1959 | 192 cm |      |  |
| 5  | Jugoslavia (bandiera)  | A     | Predrag Danilović      | 1970 | 201 cm |      |  |
| 6  | Italia (bandiera)      | P     | Claudio Coldebella     | 1968 | 196 cm |      |  |
| 7  | Italia (bandiera)      | G     | Giampiero Savio        | 1959 | 190 cm |      |  |
| 8  | Italia (bandiera)      |       | Daniele Soro           | 1975 |        |      |  |
| 9  | Italia (bandiera)      | GA    | Paolo Moretti          | 1970 | 200 cm |      |  |
| 11 | Italia (bandiera)      | C     | Augusto Binelli        | 1964 | 211 cm |      |  |
| 13 | Italia (bandiera)      | A     | Riccardo Morandotti    | 1965 | 200 cm |      |  |
| 14 | Italia (bandiera)      | C     | Flavio Carera          | 1963 | 206 cm |      |  |
| 15 | Italia (bandiera)      | C     | Damiano Brigo          | 1973 | 209 cm |      |  |
| 16 | Stati Uniti (bandiera) | A     | Russ Schoene           | 1960 | 205 cm |      |  |
| 18 | Stati Uniti (bandiera) | AC    | Cliff Levingston       | 1961 | 203 cm |      |  |
|    | Italia (bandiera)      | P     | Alessandro Romboli     | 1975 | 185 cm |      |  |
|    | Italia (bandiera)      |       | Andrea Giacchino       | 1975 |        |      |  |
|    | Italia (bandiera)      | A     | Gianluca Porfiri       | 1974 | 200 cm |      |  |
|    | Italia (bandiera)      |       | Christian Barzanti     | 1974 | 204 cm |      |  |

| Allenatore                              |
| Alberto Bucci                           |
| Assistente/i                            |
| - Nessuno Legenda - (C) Capitano Roster |

| Giocatori acquisiti a stagione in corso | Giocatori acquisiti a stagione in corso | Giocatori acquisiti a stagione in corso |
| Giocatore                               | il                                      | Da                                      |
| --------------------------------------- | --------------------------------------- | --------------------------------------- |
| Russ Schoene                            | 1º gennaio                              | Rapid City Thrillers                    |

| Giocatori ceduti a stagione in corso | Giocatori ceduti a stagione in corso | Giocatori ceduti a stagione in corso |
| Giocatore                            | il                                   | A                                    |
| ------------------------------------ | ------------------------------------ | ------------------------------------ |
| Cliff Levingston                     | 4 dicembre                           | -                                    |

## Risultati
- Serie A1:
  - stagione regolare: 1ª classificata su 16 squadre (24-6)
  - playoff:  Campione d'Italia (7-3)
- Coppa Italia: eliminata ai quarti di finale (4-2)
- Coppa dei campioni: eliminata ai quarti (10-7)